# Boguchwały (gromada)
Boguchwały – dawna gromada, czyli najmniejsza jednostka podziału terytorialnego Polskiej Rzeczypospolitej Ludowej w latach 1954–1972.
Gromady, z gromadzkimi radami narodowymi (GRN) jako organami władzy najniższego stopnia na wsi, funkcjonowały od reformy reorganizującej administrację wiejską przeprowadzonej jesienią 1954 do momentu ich zniesienia z dniem 1 stycznia 1973, tym samym wypierając organizację gminną w latach 1954–1972.
Gromadę Boguchwały z siedzibą GRN w Boguchwałach utworzono – jako jedną z 8759 gromad na obszarze Polski – w powiecie morąskim w woj. olsztyńskim na mocy uchwały nr 17 WRN w Olsztynie z dnia 4 października 1954. W skład jednostki weszły obszary dotychczasowych gromad Boguchwały, Pojezierce, Tątławki, Wilnowo i Roje (z wyłączeniem jeziora Narie) ze zniesionej gminy Boguchwały w tymże powiecie. Dla gromady ustalono 14 członków gromadzkiej rady narodowej.
1 stycznia 1958 do gromady Boguchwały włączono obszar zniesionej gromady Brzydowo w tymże powiecie.
1 stycznia 1960 do gromady Boguchwały włączono wsie Litwa, Trokajny i Włodowo, osadę Kozówka oraz PGR Łumpie ze zniesionej gromady Włodowo w tymże powiecie.
1 stycznia 1969 z gromady Boguchwały wyłączono obszar o powierzchni 1 ha położony pomiędzy wsiami Stare Kawkowo i Kiewry, włączając go do gromady Wołowno w powiecie olsztyńskim w tymże województwie; do gromady Boguchwały włączono natomiast część obszaru wsi Skolity (12 ha) z gromady Świątki w powiecie lidzbarskim w tymże województwie.
Gromada przetrwała do końca 1972 roku, czyli do kolejnej reformy gminnej.